# Murraya microphylla
Murraya microphylla là một loài thực vật có hoa trong họ Cửu lý hương. Loài này được (Merr. & Chun) Swingle mô tả khoa học đầu tiên năm 1942.